# Фабіо Тесті
Фáбіо Тéсті (італ. Fabio Testi; 2 серпня 1941, Песк'єра-дель-Гарда, Італія) — італійський кіноактор.

## Біографія
В кіно дебютував як виконавець трюків у спагеті-вестерні Серджо Леоне «Хороший, поганий, злий» (1966).
Першу роль у кіно виконав у вестерні «Straniero… fatti il segno della croce!» (1967).
У 1960—1970-ті роки успішно поєднував образ активного героя у вестернах та детективах італійських і французьких режисерів.
Гучні романи з кінодівами Урсулою Андресс та Шарлоттою Ремплінґ підігрівали інтерес масового глядача до актора.
Став відомий і визнаний кінокритиками після виконання ролі Бруно Магнате в драмі Вітторіо Де Сіки «Сад Фінці-Контіні» (1970), фоторепортера Серве Монта у мелодрамі французького режисера Анджея Жулавського «Головне — кохати», Марко у фільмі Тонімо Валерії «Vai gorilla» (обидва — 1975 року).
Акторський успіх Фабіо Тесті — роль Дженеса Де Гомера в міні-серіалі Енцо Кастелларі «Повернення Сандокана» (1996).
Знімається на італійському телебаченні, бере участь у телешоу. Відомий також як політичний діяч.

## Вибрана фільмографія
| Рік  | Назва українською мовою         | Назва мовою оригіналу                    | Роль                    |
| ---- | ------------------------------- | ---------------------------------------- | ----------------------- |
| 1967 | Молися, незнайомцю!             | Straniero... fatti il segno della croce! |                         |
| 1969 | Блондинка – приманка для вбивці | Blonde Köder für den Mörder              | Франческо ді Віллаверде |
| 1970 | Сад Фінці-Контіні               | Il giardino dei Finzi-Contini            | Бруно Мальнате          |
| 1971 | Шкода, що вона блудниця         | Addio fratello crudele                   | Соранцо                 |
| 1971 | Стріляй одразу, хлопче!         | Anda muchacho, spara!                    | Рой Грінфорд            |
| 1972 | Вбивця                          | Le Tueur                                 | Georges Gassot, вбивця  |
| 1972 | Що вони зробили з Соланж?       | Cosa avete fatto a Solange?              | Енріко «Генрі» Россені  |
| 1972 | Каморра                         | Camorra                                  |                         |
| 1973 | Револьвер                       | Revolver                                 | Міло Руіз               |
| 1974 | Нада                            | Nada                                     | Діас                    |
| 1975 | Головне — кохати                | L'important c'est d'aimer                | Серве Мон               |
| 1975 | Чотири вершники Апокаліпсису    | I Quattro dell'apocalisse                | Стаббі Престон          |
| 1976 | Спадщина Феррамонті             | L'eredità Ferramonti                     | Маріо Феррамонті        |
| 1976 | Великий рекет                   | Il grande racket                         | Нікола Палмієрі         |
| 1977 | Вулиця наркотиків               | La via della droga                       | Фабіо                   |
| 1978 | Кохання, куля і лють            | Amore, piombo e furore                   | Клейтон Драмм           |
| 1978 | Уранова змова                   | The Uranium Conspiracy                   | Ренцо                   |
| 1980 | Контрабанда                     | Luca il contrabbandiere                  | Luca Ajello             |
| 1980 | Ціна перемоги                   | Speed Cross                              | Luca Ajello             |
| 1984 | Посол                           | The Ambassador                           | Мустафа Хашимі          |
| 1985 | Безумець на війні               | Scemo di guerra                          | Джованні Бода           |
| 1988 | Ігуана                          | Iguana                                   | Гамбоа                  |
| 1994 | Герой першого бойовика          | Il burattinaio                           | Марк Фієрро             |
| 1996 | Повернення Сандокана            | Il ritorno di Sandokan                   | Дженес де Гомер         |
| 1997 | Пустеля у вогні                 | Deserto di fuoco                         | Дідерот                 |
| 2010 | Дорога в нікуди                 | Road to Nowhere                          | Нестор Дюран            |